# Casone (architecture)

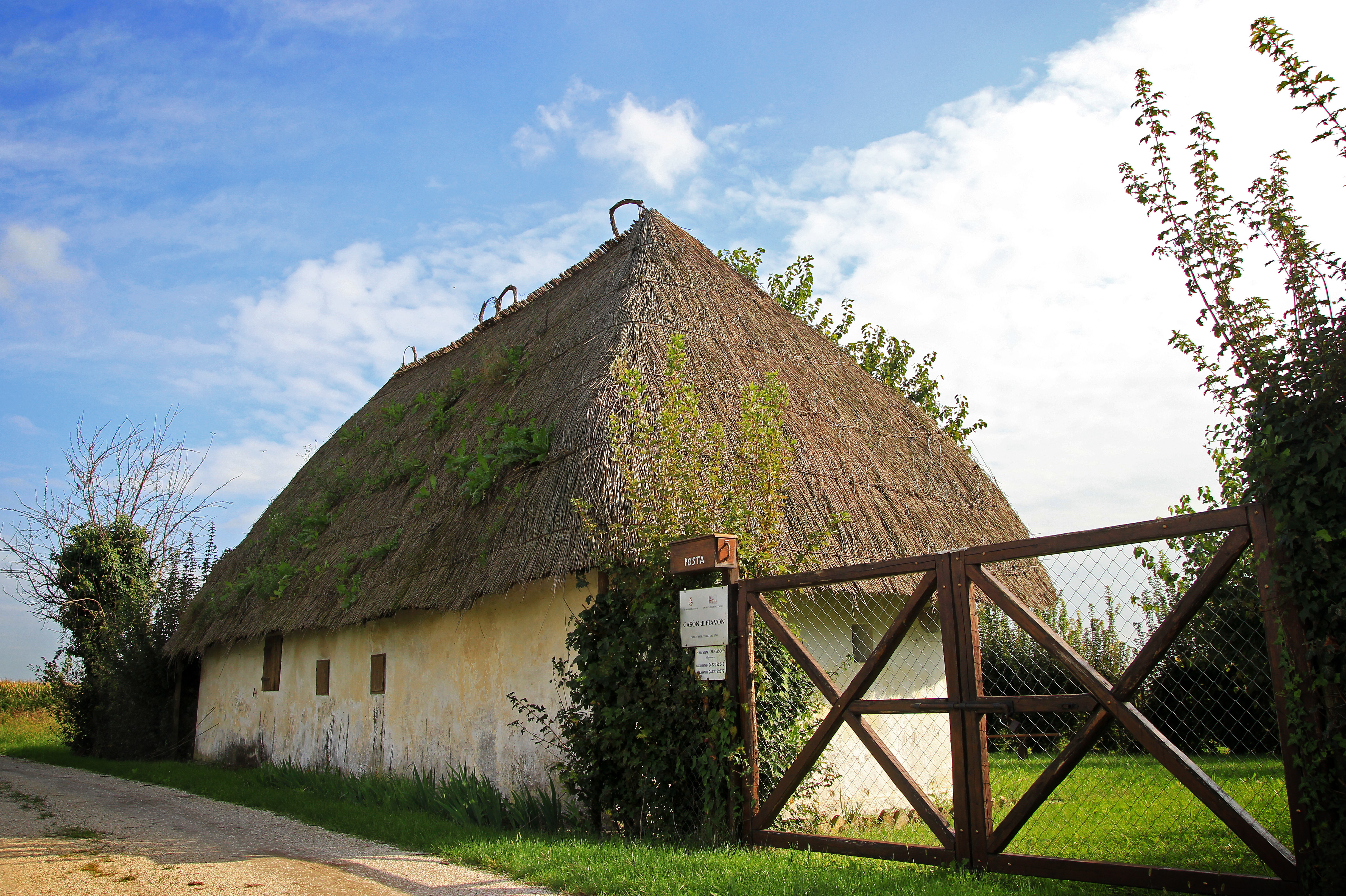
Casone, Piavon.

Un casone (en vénitien caxon [kaˈzoŋ], au pluriel casoni) est une construction rurale de plan rectangulaire, avec un toit de chaume, des murs en maçonnerie ou branchages et paille, autrefois répandue surtout dans la campagne padouane et dans la lagune de Grado à Comacchio. Il servait d'habitation, ou d'abri pour le matériel agricole, le foin ou les bateaux.
Un type d'habitation similaire était également répandu dans les régions de la Basse Bologne et de la Basse Ferrare.
Dans les régions de Lodi et de Pavie, le terme casone désignait le bâtiment utilisé pour la fabrication du fromage.

## Histoire

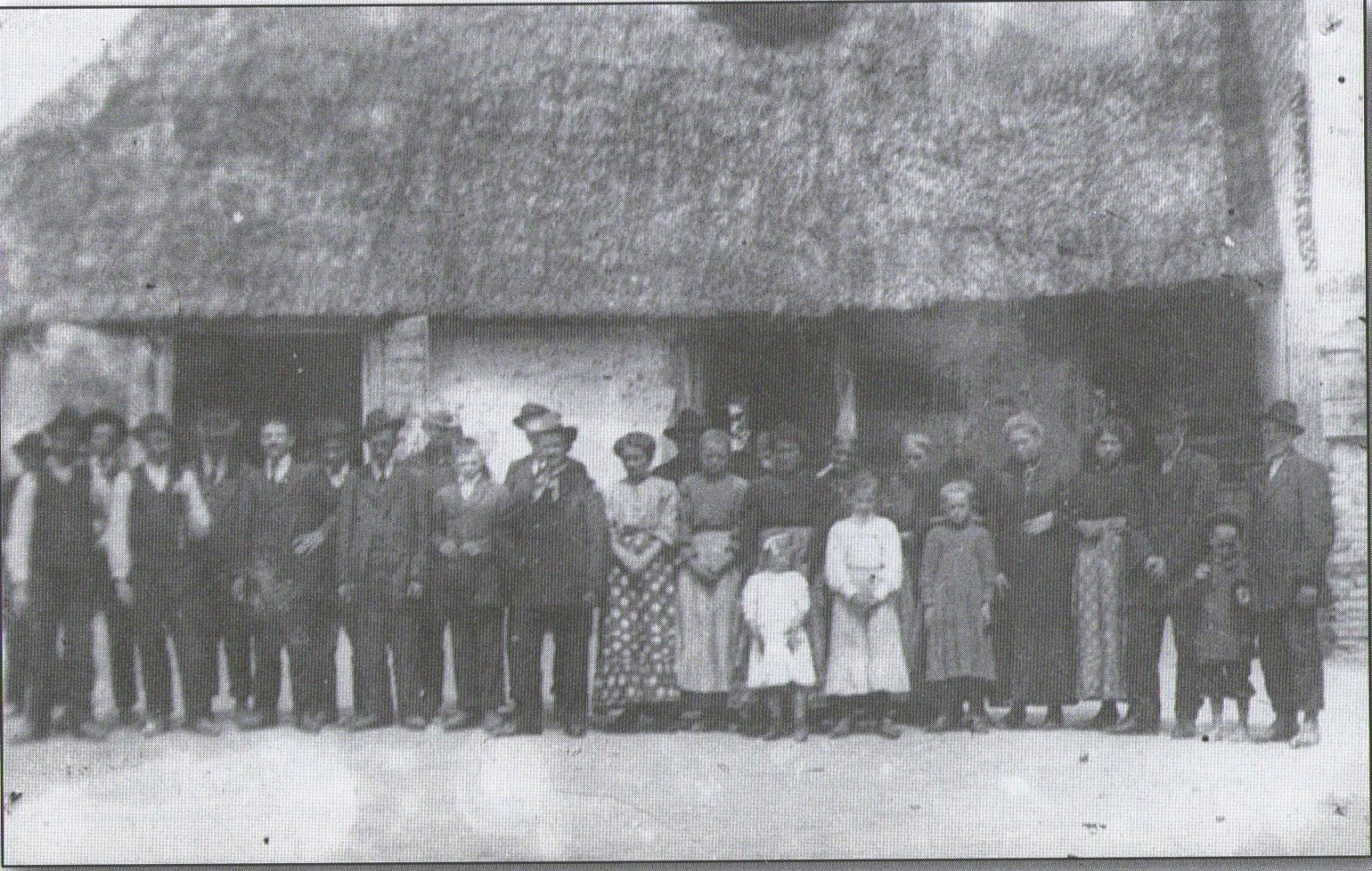
Casone familiale vers 1910.

« Casone » est l'augmentatif du terme « casa » qui aujourd'hui se réfère génériquement à une maison, mais qui dans les temps anciens signifiait « bâtiment rural pauvre » ou « cabane ». Depuis l'Antiquité, la coutume était de construire des abris simples à l'aide de branches et de paille, qui au fil du temps ont évolué vers des structures plus complexes avec une structure en maçonnerie.
La diffusion du casone est liée aux transformations de l'économie de la partie continentale de la république de Venise au XVe siècle, après sa conquête par la Sérénissime. A cette époque, l'agriculture vivrière est remplacée par  à l'agriculture commerciale dont les produits ne sont plus destinés à l'entretien des paysans, mais à l'enrichissement des nouveaux propriétaires patriciens. L'introduction de nouvelles cultures venues d'outre-mer et la reconquête des zones marécageuses, contribuent à cette évolution.
Cette situation entraîne une demande croissante de main-d'œuvre qui incite les propriétaires terriens à autoriser les locataires et leurs familles à construire une maison sur le terrain même où ils travaillent. Comme l'édification d'un bâtiment en maçonnerie coûte trop cher, tant en matériaux qu'en main-d'œuvre qualifiée, les agriculteurs construisent eux-mêmes leurs maisons en utilisant les ressources qu'ils trouvent dans la nature : argile pour les briques, herbe des marais et paille pour le toit, bois pour les fenêtres. Au même moment, apparaît le métier de casoniere, le spécialiste qui supervise la construction,.
Les casoni se répandent principalement dans les zones les plus proches des lagunes (comme la Saccisica), s'inspirant des abris utilisés dans les milieux marécageux. Au fil du temps, ils évoluent vers des structures de plus en plus complexes, atteignant une physionomie précise et définitive entre les XVIe et XVIIe siècles.
Dans la première moitié du XXe siècle, le casone connait un déclin rapide, considéré à la fois par les autorités et par les agriculteurs eux-mêmes, comme une maison sordide et inadaptée à la modernité. L'idée se répand, à tort, que certaines maladies sont dues la vie inconfortable dans les casoni, tandis que les casonieri deviennent de plus en plus rares.
Cette tendance est favorisée par le régime fasciste, qui appelle à une campagne pour remplacer les casoni par des maisons en briques plus adaptées,. Le plan est efficace, considérant que dans la seule municipalité de Piove di Sacco les casoni sont passés de plus de trois cents au début du XXe siècle à moins d'une centaine dans les années 1940.
Pendant la Seconde Guerre mondiale, cette politique est brusquement interrompue, reprenant encore plus vigoureusement après la guerre, lorsque certains représentants vénitiens de la démocratie chrétienne présentent au parlement un projet de loi pour la démolition des casoni restants. Cependant, l'exécution de la disposition n'est pas facile, étant donné que de nombreux habitants de casone possèdent le bâtiment mais pas le terrain sur lequel il est construit ou, inversement, sont propriétaires du terrain mais la maison est louée. Les démolitions sont toutefois rapides,, .
Actuellement, très peu de casoni subsistent dans toute la Vénétie, principalement conservés à des fins ethnographiques.

## Structure

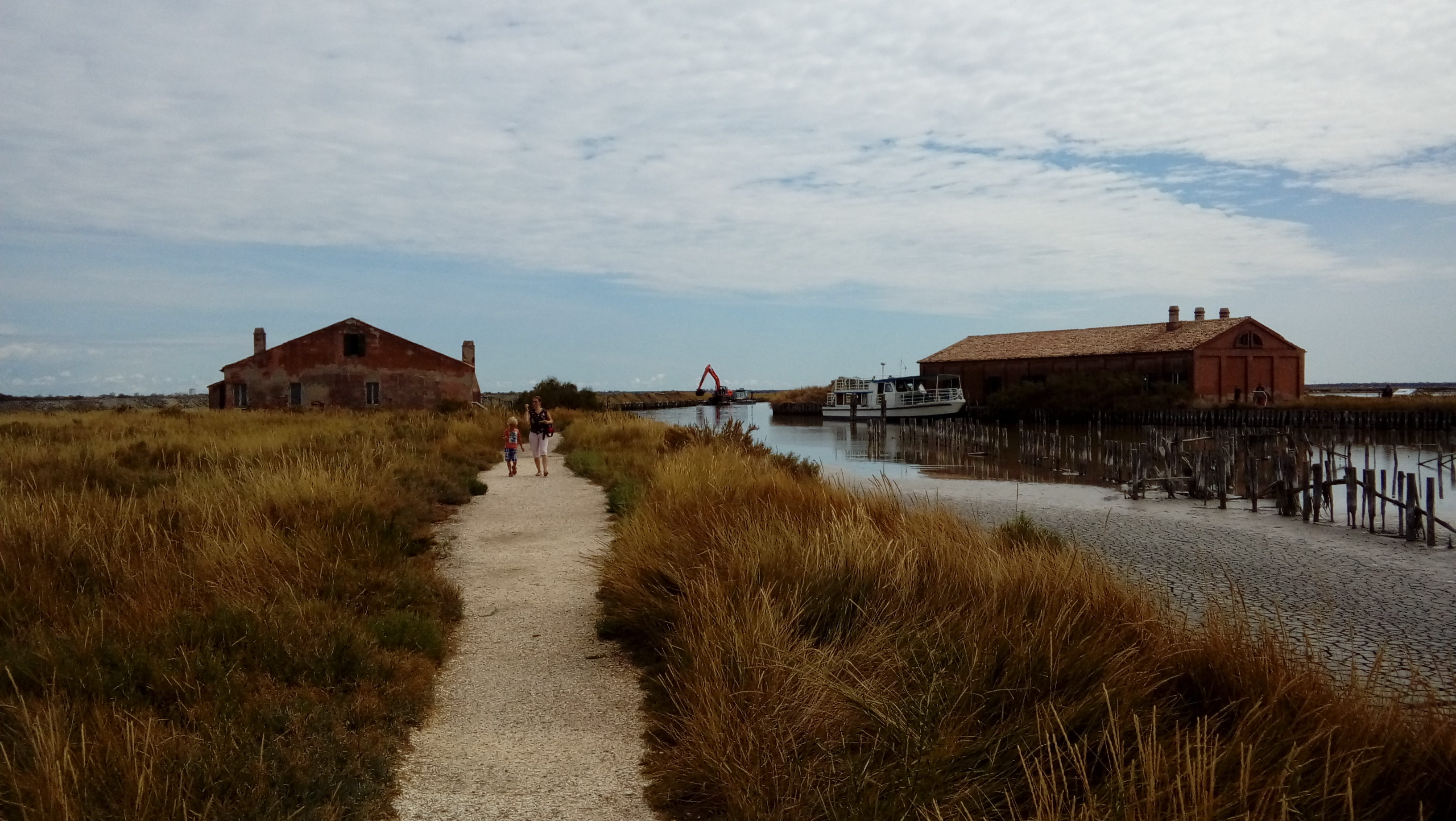
Route avec des casoni.

La construction du casone était confiée à une personne spécialisée, appelée le « casonaro » ou « casoniere ».
La structure typique du casone est de forme rectangulaire, bien qu'il existe des casoni à base carrée ; ses murs sont périmétriques et uniformes ; les portes et fenêtres sont souvent petites.
La structure du casone n'a pas toujours été la même, elle a évolué au fil des années avec la découverte de nouveaux matériaux. Des briques cuites au soleil et recouvertes de chaux ont commencé à être utilisées à la place des branches des marais ; la boue, les herbes des marais, les roseaux et la paille ont été moins utilisés. La construction était souvent dépourvue de fondations et, si elles existaient, elles étaient très simples. Le sol était normalement en terre battue, mais il pouvait être carrelé avec des carreaux de terre cuite appelés tavełe. Les murs extérieurs étaient la seule partie en maçonnerie ; le toit reposait dessus, très incliné, en forme de cône. Dans les premiers casoni, il n'y avait pas de cheminée et la fumée s'échappait par le toit, déposant les cendres sur la paille, la rendant ainsi étanche. La structure du toit, typique des casoni, est restée inchangée pendant longtemps, particulière au casone et rappelant le cottage des Îles Britanniques. Contrairement à celui-ci, cependant, elle se composait de roseaux des marais reposant sur des poutres et attachés ensemble comme un panier. Le grenier servait de meule et communiquait avec l'étable en contrebas par une trappe (les paysans pouvaient toutefois rarement avoir leur propre bétail). Les murs intérieurs, quant à eux, étaient constitués de caillebotis et de poteaux, puis recouverts d'argile, une pratique courante également dans les bâtiments de Venise. La chaux a été utilisée pour la peinture. Parfois, les fenêtres des plus grandes pièces (généralement la cuisine) s'ouvraient sur un porche orienté au sud. La très grande cheminée était située près des murs.
Tous les casoni vénitiens ne sont pas identiques : ceux de Padoue se distinguent des autres casoni présents en Vénétie par leur structure en « spirale ». Lors de la phase d'agrandissement d'une grande maison, une étable était généralement ajoutée à la structure existante, transformant l'ancienne en chambre à coucher, ce qui était plus compliqué dans les huttes padouanes à cause de leur structure quadrangulaire qui limitait l'expansion à la fois de la partie habitation et du toit en pente. Les rabats étaient très inclinées pour assurer le drainage de l'eau et étaient facilement perméables, formées par des bâtons de roseau des marais joints et liés à l’ourdissage. Les casoni vénitiens n'avaient pas plus de deux étages car la construction aurait été trop compliquée : il aurait dû y avoir un escalier facile d'accès menant à l'étage supérieur, ainsi que des murs dimensionnés pour supporter des charges plus lourdes que le seul foin.
Dans la région de Saccisica, proche de Padoue, les règles de construction suivies pour la construction des casoni respectaient l'ancienne tradition d'utilisation de briques d'argile cuites au soleil, de torches et de pavés taillés dans le grès ; leur structure est très résistante grâce à la végétation spontanée et naturelle renforcée par le sel marin apporté par le brise. Le casone avait besoin d'un entretien continu, la partie la plus fragile étant le toit en roseau : il devait être « peigné » et nettoyé en permanence, à la fois pour éviter la stagnation de l'humidité, ou la formation de moisissures voire de mousse, l'attaque d'insectes en cas de sécheresse excessive et, enfin, la formation de trous dus au vent. De plus, le toit risquait de prendre feu car il arrivait souvent que des étincelles du foyer utilisé pour chauffer, atteignent le toit, y mettant le feu. Sans surprise, les casoni étaient souvent assurés contre les incendies .
Bien qu'il s'agisse d'une construction simple, le casone était soumise à des règles de construction qui se transmettaient de génération en génération : l'orientation du bâtiment était essentielle pour protéger les petites ouvertures des vents dominants et profiter de l'action du soleil. Un axe nord-est sud-ouest était la meilleure orientation ; cela n'était pas toujours possible car le casone était construit dans des zones de terres incultes et peu productives, ou le long des canaux et des routes de distribution à l'intérieur des grands domaines.

## Vie à l'intérieur descasoni

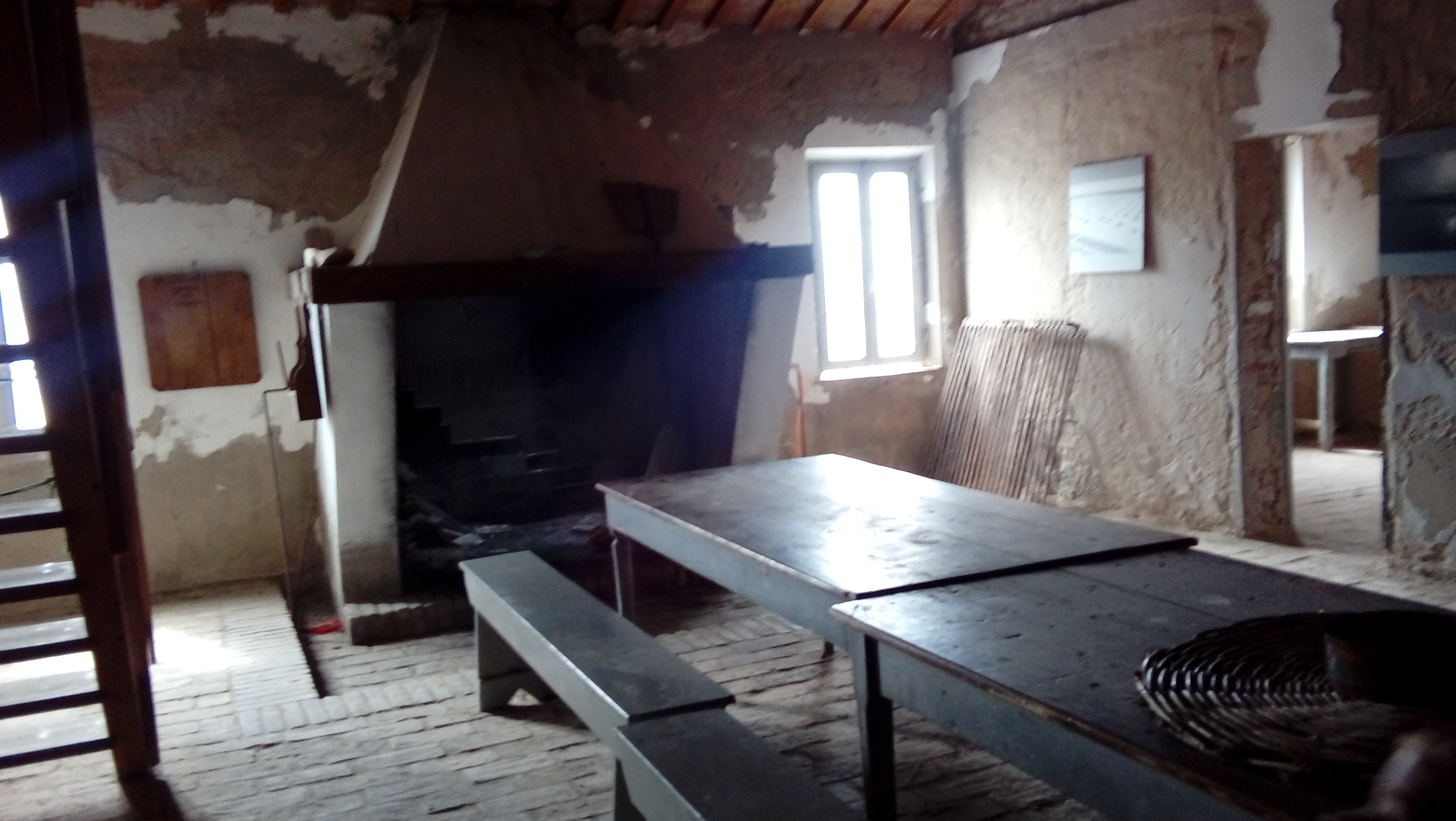
Vue intérieure.

Certains casoni avaient un petit portique sur la façade avec de nombreuses portes menant aux différentes pièces ; d'autres, au contraire, avaient une petite porte qui donnait sur un couloir, sur lequel ouvraient les différentes pièces. Dans tous les casoni, la pièce principale était la cuisine qui contenait l'âtre. La cuisine était toujours orientée au sud pour profiter au maximum de la chaleur et du soleil. Son mobilier se composait principalement d'une table et de quelques chaises ; dans certains cas, il y avait un meuble pour ranger la vaisselle utilisée quotidiennement et la farine de maïs pour faire la polenta, l'un des aliments que les familles consommaient le plus facilement. Certains éléments de mobilier tels que des casseroles en cuivre, des assiettes en porcelaine et des huiliers étaient accrochés au mur, disposés sur une étagère ou sur le dessus de la hotte de cheminée. Les chambres semblaient simples, mais étaient toujours bien ordonnées. Le grand lit était composé de deux tréteaux surmontés de quelques planches de bois et d'une paillasse constituée d'un sac en toile contenant des épis de maïs, qu'on enlevait chaque matin pour le rendre plus doux et plus confortable au coucher. Si la  maison était spacieuse, il y avait aussi une commode à plusieurs tiroirs dans laquelle étaient rangés le linge des différentes personnes qui vivaient dans la famille et des objets d'une certaine valeur.
Il n'était pas rare de trouver à l'intérieur du casone une estampe avec l'image de la Sainte Famille accrochée à un mur à la tête du lit et un bénitier avec de l'eau bénite à l'intérieur pour faire le signe de croix, avant de s'endormir et au réveil.
L'étable était également importante, placée, pour des raisons d'hygiène, du côté nord, c'est-à-dire dans la partie la plus froide et donc la plus adaptée à cet usage. Des animaux de ferme y étaient gardés, une vache pour le lait et parfois même un âne, qui était utilisé à diverses fins, du transport des personnes et des matériaux au travail dans les champs. Les animaux représentaient la plus grande ressource économique de la famille et finissaient très souvent par cohabiter avec des personnes sous le même toit.

## DifférentsCasoni

### Casonide la lagune
Le terme casone désigne également les anciennes habitations de roseaux utilisées par les pêcheurs et les chasseurs pendant les périodes de pêche et de chasse dans la lagune de Venise, la lagune de Caorle, la lagune de Marano et la lagune de Grado, mais celles-ci n'ont que très peu à voir avec les maisons rurales précédentes. Cette variante représente le lien entre l'homme et la lagune, qui fut longtemps le seul moyen de subsistance des populations de ces terres.

### Casonides marécages d'Émilie
Un type très similaire de casone était répandu jusqu'au XIXe siècle encore plus au sud, dans les régions inférieures de Bologne et de Ferrare. Dans ce cas, il s'agissait principalement de maisons de pêcheurs pauvres travaillant dans les marais de la région (vallée de Comacchio, marais de Marmorta et Argenta, vallée de Marrara et dans les marais près de Malalbergo). C'étaient des constructions similaires aux cabanes lagunaires vénitiennes, mais contrairement à ces dernières, il ne s'agissait souvent pas d'abris isolés, mais plutôt de petits villages de pêcheurs stables. Avec la reconquête progressive des marais, ces habitations ont également disparu.

### Casonide Lodi
Nommés casone, ailleurs appelés casere, ces bâtiments abritaient les fabriques de fromage, notamment du Grana Padano. S'ils sont petits, ils prennent le nom de casello. Certains toponymes de la région le rappellent encore comme Casoni, un hameau de Borghetto Lodigiano, et la ville de Caselle Landi.

### Casonid'Istrie (casite)
En Istrie, un type de petits bâtiments ruraux en pierre sèche (analogues aux trulli des Pouilles) est appelé casita et également connu dans les variantes caseta, cason (kažun en tchakavien), selon la région ; en Dalmatie, il s'appelle bugna, sur l'Hvar trimi et dans la région de Dubrovnik, il est connu sous le nom de kućarice et également appelé komarda et čemer.

### Casonide la Saccisica
La Saccisica est une région située entre Padoue et la lagune vénitienne qui a la particularité d'être très basse et plate, presque au niveau de la mer. L'origine de ce nom a donné lieu à diverses interprétations ; la version la plus fiable et accréditée est la dérivation de la morphologie de son territoire, dans laquelle les rivières Bacchiglione et Brenta auraient donné naissance à une poche avec la lagune de Venise. Cette hypothèse est documentée vers 1700 dans les textes et les documents, le nom sacco est utilisé avec le sens de grau naturel sans issue.
Le terme Saccisica apparaît pour la première fois dans le document par lequel Bérenger Ier de Frioul, roi d'Italie et futur empereur, accorde le territoire en privilège à l'évêque de Padoue, Pietro, son archichancelier. À Piove di Sacco, environ trois cents casoni subsistaient dans les années 1940 ; aujourd'hui, dans toute la zone de la Saccisica, il en reste trois, qui peuvent être visitées et sont ouvertes au public[réf. à confirmer].

#### Casone Rosso

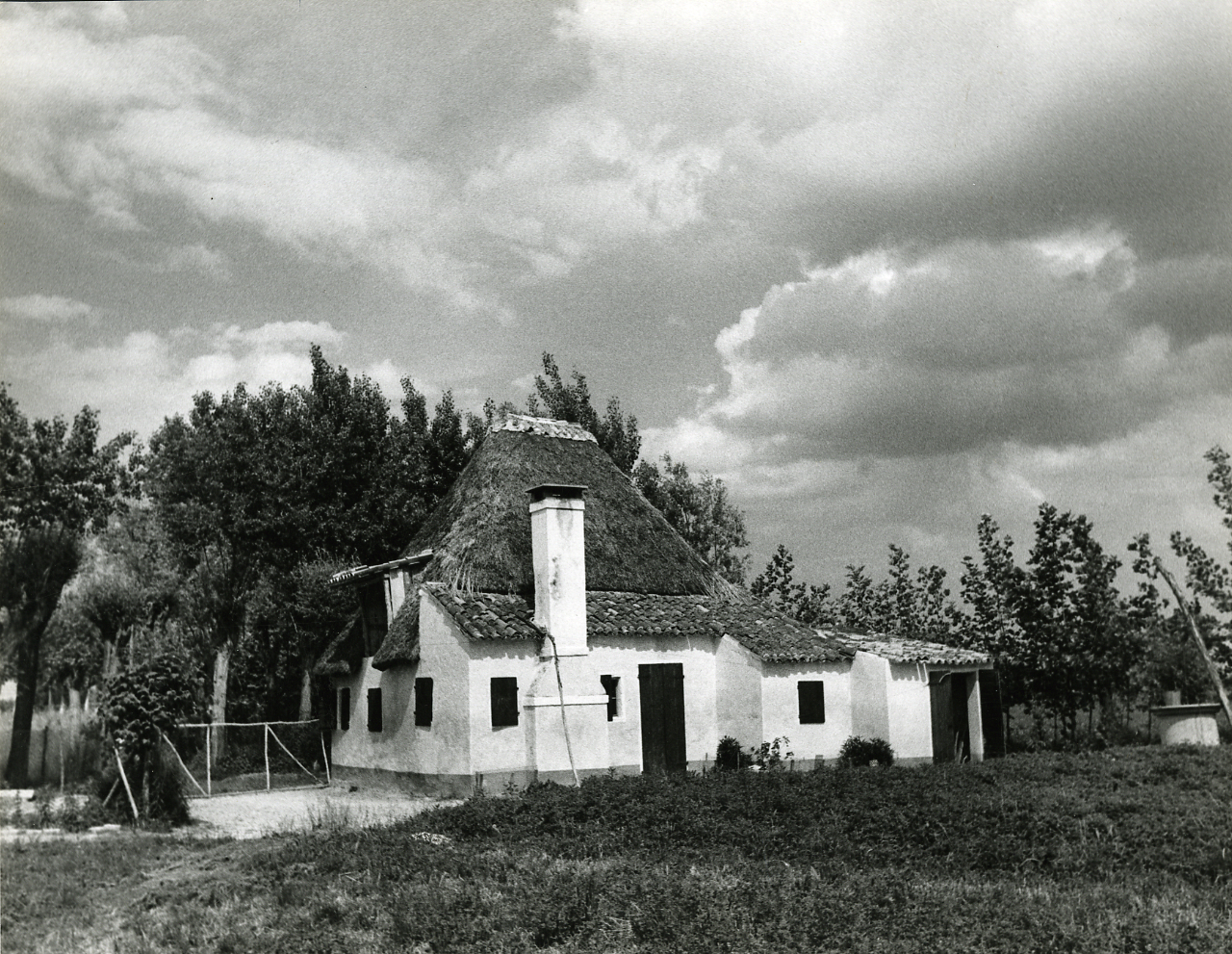
Le casone de Natalina Delfini (Corte di Piove di Sacco), photographié en 1970 par Paolo Monti, le Casone Rosso qui existe encore aujourd'hui.

Le Casone Rosso est situé à Corte, un hameau de Piove di Sacco, via Fiumicello. Il a été construit dans les années 1800 et a été habité par une famille jusqu'au début des années 1990. Depuis 1993, il est uniquement destiné aux visites après une rénovation soignée, à la suite d'un incendie subi en 1993. La reconstruction a été effectuée de manière très précise, en tenant compte des caractéristiques d'origine de la structure, en respectant les traits particuliers de la typologie d'origine et des matériaux utilisés.
Cette maison est de taille modeste, possède un toit de chaume caractéristique et un enduit extérieur en argile rouge, raison pour laquelle elle se nomme  Casone Rosso. Les pièces d'origine, avant la restructuration, n'étaient que quatre ; comme d'habitude à l'époque, il y avait la cuisine, la salle de stockage et deux chambres. En 1975, il a été décidé d'agrandir le Casone, en ajoutant des pièces. Pour garder les pièces chaudes en hiver et fraîches en été, les fenêtres étaient petites. Le jardin autour du casone, est très caractéristique et original ; des bancs et d'autres outils typiques de la vie rurale et paysanne d'autrefois y sont installés.

#### Casone Azzurro

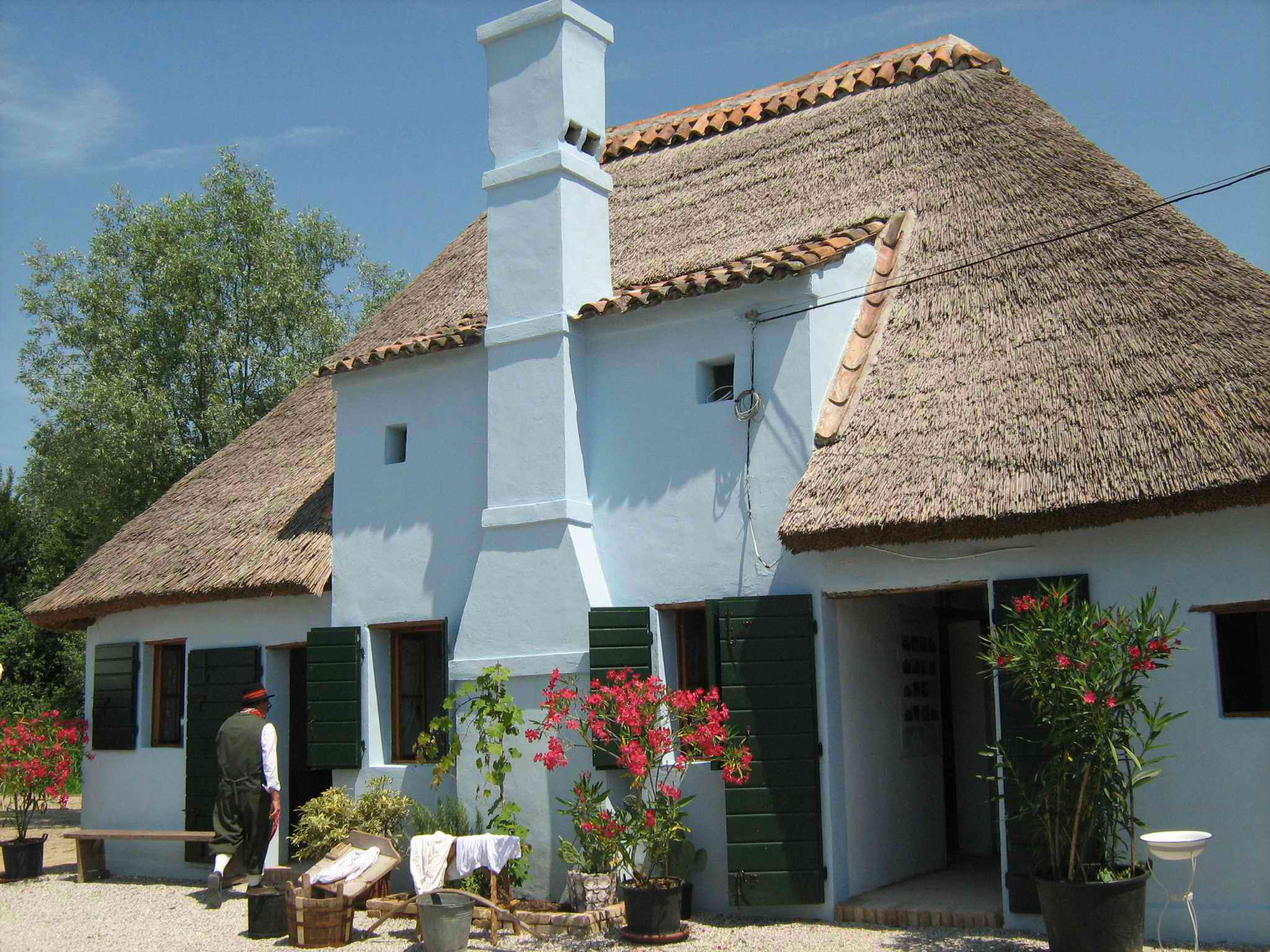
Casone Azzurro.

Le Casone Azzurro est situé à Vallonga, un hameau d'Arzergrande et était habité jusqu'à quelques années. Il doit son nom à la couleur de l'enduit extérieur et a été rénové en 2008 par la commune d'Arzergrande qui en est désormais propriétaire et gestionnaire. La toiture caractéristique est constituée de roseaux des marais accolés et repose sur des poutres. Le grenier servait de meule de foin et par une trappe communiquait avec l'étable en contrebas. Les murs intérieurs sont constitués de claies et de poteaux recouverts ensuite d'argile. La chaux est l'élément principal utilisé pour la peinture ; elle forme une croûte rugueuse, particulière et caractéristique de chaque casone vénitien. Près du Casone Azzurro , une étable, avec un sol en terre battue, a été construite  dans un petit espace vert.

#### Casone Ramei

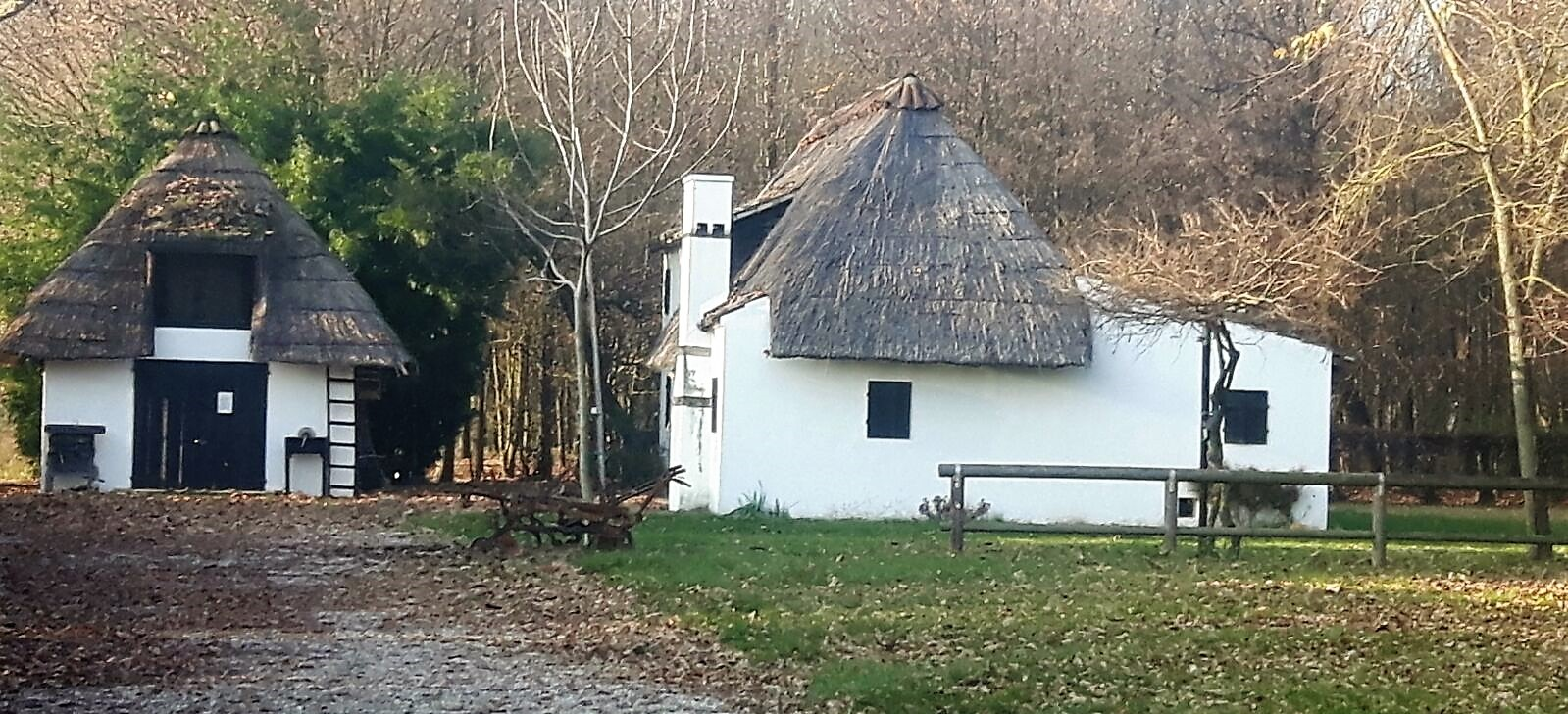
Casone Ramei à Piove di Sacco.

Le Casone Ramei blanc a été construit entre la fin des années 1800 et le début des années 1900. Il doit son nom à la rue où il se trouve à Piove di Sacco. Il a été habité jusque vers la fin des années 1970, lorsque la municipalité a décidé de l'acheter et d'en prendre soin. Le Casone Ramei se compose de cinq pièces (cuisine, étable, atelier, chambre, pièce pour le travail sur le métier à tisser). A l'intérieur, les chambres sont meublées d'éléments caractéristiques, d'objets originaux et typiques de l'époque, de la vie rurale et paysanne. Actuellement, le bâtiment est le siège du Musée de la culture paysanne qui propose diverses manifestations et une visite sur l'art et l'artisanat de la communauté paysanne.